# جو کید
جو کید (انگلیسی: Joe Kidd) فیلمی در ژانر وسترن به کارگردانی جان استرجس است که در سال ۱۹۷۲ منتشر شد.

## بازیگران
- کلینت ایستوود
- رابرت دووال
- جان ساکسون
- دیک وان پاتن
- جان کارتر
- دان استراود
- گرگوری ولکات